# Йосиф Кралька
Йосиф Кралька (хресне ім'я Ігор; нар. 16 серпня 1982, с. Бобулинці) — український церковний діяч, ієромонах-василіянин, педагог; від 14 лютого 2024 року — протоігумен Провінції Найсвятішого Спасителя Василіянського Чину святого Йосафата в Україні.

## Життєпис
Ігор Кралька народився 16 серпня 1982 року в с. Бобулинці Бучацького району Тернопільської області (нині Чортківський район) в сім'ї Петра Кральки і Віри з дому Канак. Має брата Андрія (1980 р. н.). Навчався в школі в рідному селі та в Бучацькому історико-філософському ліцеї імені св. Йосафата при монастирі отців василіян (1997—1999). 10 вересня 1999 року вступив до Василіянського Чину на новіціят у Крехівський монастир. На облечинах 19 серпня 2000 року отримав чернече ім'я Йосиф. 28 серпня 2001 року склав перші тимчасові обіти у Василіянському Чині.
Навчався у Василіянському інституті філософсько-богословських студій ім. митр. Йосифа Велямина Рутського в Золочеві (2001—2002) та Вищій духовній семінарії РКЦ в Перемишлі (2002—2008). 19 серпня 2006 року в Гошеві склав вічні обіти, а 15 червня 2008 року в Бучачі з рук Преосвященного владики Діонісія Ляховича отримав ієрейські свячення. 2008—2009 роки був на служінні у монастирі святого Онуфрія у Львові, де виконував обов'язки сотрудника і сповідника, провадив передшлюбні катехизації, був провідником молодіжних товариств «Благовіст» і Марійська Дружина. У 2009—2012 роках — душпастир у м. Гемтремк (Мічіган, США).
У 2013—2016 роках навчався на Богословському факультеті Папського Григоріянського університету, який закінчив, здобувши ліценціят з біблійного богослов'я. У 2016—2018 роках економ монастиря св. Йосифа і ВІФБС у Брюховичах. З березня по липень 2018 року — перебував у Золочівському монастирі. З 11 липня 2018 року — ігумен Дрогобицького монастиря святих апостолів Петра і Павла. Викладав «Вступ до Святого Письма» у Василіянському інституті філософсько-богословських студій ім. митр. Йосифа Велямина Рутського. На провінційній капітулі 2020 року був обраний провінційним радником. Виконував обов'язки референта у справах монашества і був членом Пресвітерської ради Самбірсько-Дрогобицької єпархії УГКЦ.
14 лютого 2024 року на провінційній капітулі в Брюховичах був обраний протоігуменом Провінції Найсвятішого Спасителя в Україні.